# Helmut E. Lück
Pour les articles homonymes, voir Luck.
Helmut Ekkehart Lück (né le 16 décembre 1941 à Lüdenscheid) est un psychologue social, historien de la psychologie, professeur d'université et auteur allemand.

## Biographie
Lück étudie l'économie et les sciences sociales à l'université de Cologne et obtient son diplôme en 1966. En 1969, il y obtient son doctorat avec une thèse sur le thème de la facilitation sociale. En 1973, il est nommé professeur à l'université de Duisbourg. En 1978, il rejoint l'université par correspondance d'Hagen (de), où il crée le département de psychologie. Jusqu'à sa retraite en 2007, il y dirige le département de psychologie sociale.
L'objectif de recherche de Lück est, outre les questions de psychologie sociale et de méthodologie de recherche, l'histoire de la psychologie. En 1989, il est cofondateur de l'Institut de psychologie Kurt Lewin en tant qu'établissement de formation continue pour la Faculté des sciences culturelles et sociales et en 1997, il fondé les Archives de recherche en histoire de la psychologie (de) (PGFA).
Les archives de recherche gèrent de nombreux dons, legs, tests, films, photos et documents audio. De nombreux documents de l'Institut Kurt-Lewin ainsi que les archives complètes de la recherche historique en psychologie se trouvent désormais dans les archives de l'université par correspondance d'Hagen (de).
Il est coéditeur des revues Gruppe. Interaktion. Organisation. Zeitschrift für Angewandte Organisationspsychologie (GIO) et Journal für Psychologie

## Publications (sélection)

### En tant qu'auteur
- Soziale Aktivierung. Untersuchungen zur Gültigkeit der modifizierten Social-Facilitation-Hypothese von Robert B. Zajonc. Wison, Cologne, 1970 (Dissertation, Universität Köln, Wirtschafts- und Sozialwissenschaftliche Fakultät, 1969).
- Prosoziales Verhalten. Empirische Untersuchungen zur Hilfeleistung. Kiepenheuer und Witsch, Cologne, 1975  (ISBN 3-462-01096-4).
- Psychologie sozialer Prozesse. Eine Einführung in das Selbststudium der Sozialpsychologie. Leske + Budrich, Opladen 1985; 3e édition, 1993  (ISBN 3-8100-0922-9).
- Geschichte der Psychologie. Strömungen, Schulen, Entwicklungen (= Grundriss der Psychologie. Volume 1). Kohlhammer, Stuttgart, 1991; 7e édition, 2014  (ISBN 978-3-17-026141-9).
- Kurt Lewin. Eine Einführung in sein Werk. Beltz, Weinheim/Bâle, 2001  (ISBN 3-407-22107-X).
- avec Horst Heidbrink und Heide Schmidtmann, Psychologie sozialer Beziehungen. Kohlhammer, Stuttgart, 2009  (ISBN 978-3-17-020050-0).
- Die Psychologische Hintertreppe. Die bedeutenden Psychologinnen und Psychologen in Leben und Werk, 2016  (ISBN 978-3-451-61381-4)

### En tant qu'éditeur
- avec Rudolf Miller, Illustrierte Geschichte der Psychologie. Quintessenz, Munich, 1993  (ISBN 3-928036-72-6).
- avec Rudolf Miller & Gabi Sewz-Vosshenrich, Klassiker der Psychologie. Kohlhammer, Stuttgart, 2000  (ISBN 3-17-015914-3).
- avec Sibylle Volkmann-Raue, Bedeutende Psychologinnen des 20. Jahrhunderts. Beltz, Weinheim 2002; 2. Auflage. Verlag für Sozialwissenschaften, Wiesbaden 2011  (ISBN 978-3-531-93064-0).
- Psychologie in Selbstdarstellungen. Volume 4, Pabst Science Publishers, Lengerich, 2004  (ISBN 3-89967-152-X).
- Kurt Lewin, Schriften zur angewandten Psychologie Aufsätze, Vorträge, Rezensionen. édité. et présenté par Helmut E. Lück, Krammer, Vienne, 2009  (ISBN 978-3-901811-46-3).